# Jayde Adams
Jayde Pricilla Gail Adams (Bedminster, Bristol, 26 de noviembre de 1984) es una comediante, actriz, escritora y cantante de ópera británica. Es la ganadora del Premio Funny Women de 2014.
Nacida en Bedminster, Bristol, Adams asistió con su hermana durante 13 años a las clases de baile disco de estilo libre de su tía.